# Carl Ringelmann
Carl Ringelmann est un odontologue bavarois né le 10 avril 1776 et mort le 5 juillet 1854. Il est connu pour avoir été le premier à enseigner l'odontologie à l'Université de Wurtzbourg à Nuremberg en 1807. Il est l'auteur de De ossium morbis paru en 1805.

## Œuvre
- De ossium morbis (1805)